# 紅蠟蘑
紅蠟蘑（學名：Laccaria laccata），俗稱欺騙者（the deceiver）或蠟質蠟蘑（waxy laccaria），是一種擔子菌門真菌，隸屬於蠟蘑屬。這種真菌分布於世界各地，也是偶見土棲共生野菇之一種。該種菌類生長於春天至秋天的中低海拔闊葉林區，數天生，肉質具有蠟質，去柄後可食用。

## 分類
紅蠟蘑最早是由蒂羅爾真菌學家喬瓦尼·安東尼奧·斯科波利於1772年描述的，其學名為紅傘菌（Agaricus laccatus）。後來，英國真菌學家莫迪凱·丘比特·庫克於1884年將其學名改為現名。其學名中的源自拉丁文詞彙，意思是「塗漆」或「閃耀」。紅蠟蘑還有不少綽號，除了誘惑者和蠟質蠟蘑外，還有失色蠟蘑（lacklustre laccaria）。
在成為獨立物種之前，紅蠟蘑一直都被誤以為是条柄蜡蘑（Laccaria proxima）。在加利福尼亞州，澳洲真菌橘红蜡蘑（Laccaria fraterna）亦都一直被誤以為是紅蠟蘑。

## 描述

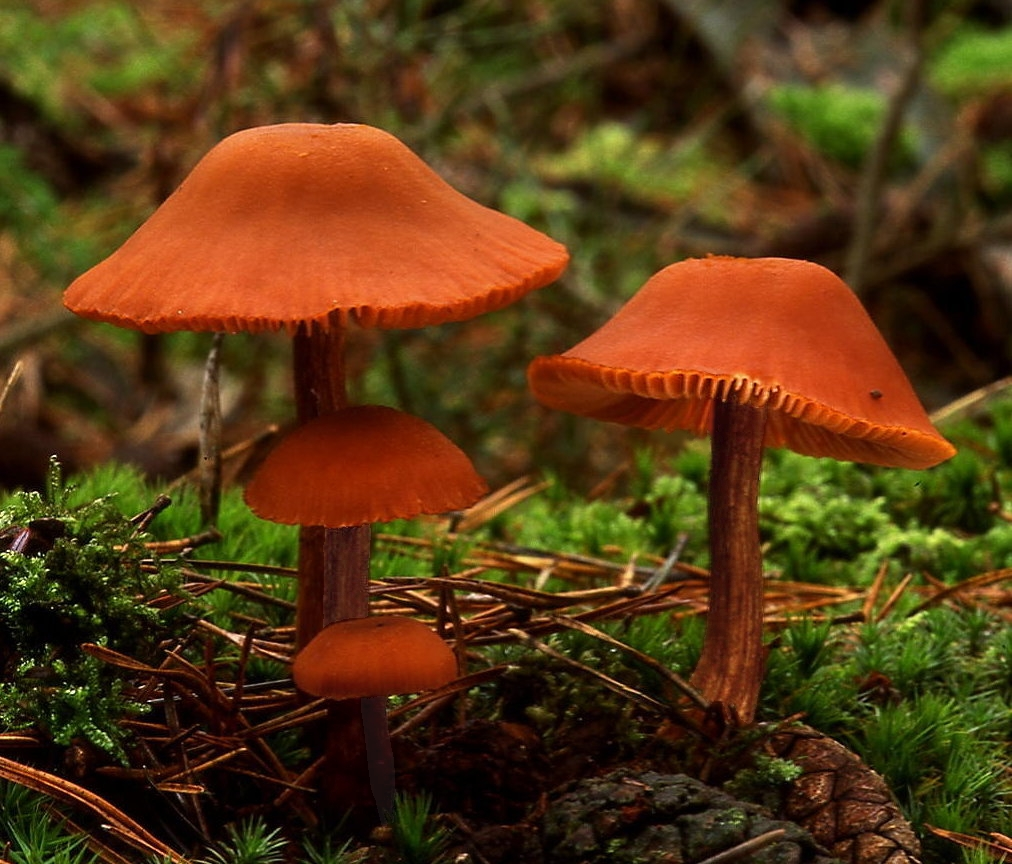
橙紅的紅蠟蘑

紅蠟蘑的菌蓋直徑能達6厘米（2.4英寸），呈橙色、棕色、橙紅色、磚紅色等，但隨著年齡增加會變暗。其菌蓋呈凸面狀，但是隨著年齡增加會變成扁平狀或下陷狀。其菌褶呈不規則狀，顏色與菌蓋相同，且它們之間的間距很大，其子實層是連生的或自基部沿蕈柄向下生長的。其菌柄高5–10厘米（2–4英寸），厚0.6–1厘米，呈棕色、橙色等，且呈纖維狀。其孢子印呈白色，而其帶刺的擔孢子的直徑則為7–10微米。其菌肉較薄，且僅有淡淡的味道。

## 分佈及生境
紅蠟蘑通常在樹木繁茂的地區零散地出現，且不時會在貧瘠土地或荒原上生長。這種真菌在北半球的溫帶地區常見，但較適合在寒冷環境中生長。這種真菌是透過外生菌根的方式依附著多種樹木生長，其中包括松樹、山毛櫸和樺木。這種真菌廣泛地分佈在歐洲和北美洲。

## 可食性
雖然體形細小，但是紅蠟蘑是可供食用的，並且有著溫和的味道。儘管如此，這種真菌與不少有毒真菌的外形相似，故並不建議食用。這種真菌也是墨西哥瓦哈卡州萨波特克人的傳統食物之一。

## 外部連結
- 紅蠟蘑 -  自然史博物館